# Campionati europei di windsurf 2011
I Campionati europei di windsurf 2011 sono stati la 6ª edizione della competizione. Si sono svolti a Burgas, in Bulgaria.

## Medagliere
| Pos.   | Nazione | Oro | Argento | Bronzo | Totale |
| ------ | ------- | --- | ------- | ------ | ------ |
| 1      | Polonia | 2   | 0       | 0      | 2      |
| 2      | Israele | 0   | 1       | 0      | 1      |
| 2      | Grecia  | 0   | 1       | 0      | 1      |
| 4      | Spagna  | 0   | 0       | 1      | 1      |
| 4      | Francia | 0   | 0       | 1      | 1      |
| Totale | Totale  | 2   | 2       | 2      | 6      |

## Podi
| Evento    | Oro            | Argento          | Bronzo         |
| Maschile  | Piotr Myszka   | Byron Kokkalanis | Iván Pastor    |
| Femminile | Zofia Klepacka | Lee-El Korzits   | Pauline Perrin |